# John Roebuck
Pour les articles homonymes, voir Roebuck.
John Roebuck (1718 – 17 juillet 1794), appelé souvent « docteur Roebuck », est un inventeur, scientifique, philosophe et industriel anglais qui joua un rôle majeur aux débuts de la révolution industrielle. Par ses recherches dans le domaine de la chimie appliquée aux métaux, textiles et céramiques, il parvint à percer des mines plus profondes, pour trouver du sulfate de fer, puis perfectionna les fontes et la carburation du fer, et finalement investit dans la machine à vapeur de James Watt pour l'exhaure des mines de charbon les plus profondes.
Faute d'avoir déposé des brevets ou sécurisé ses relations d'affaires, son avance technologique ne l'empêche pas de mourir ruiné. Membre de la Lunar Society, il se fit connaître par la production industrielle d'acide sulfurique, permettant entre autres le blanchissement de textiles comme le lin, alors très utilisé en Écosse. Il est aussi l'un des premiers industriels à utiliser le charbon à l'échelle industrielle pour fabriquer des armes en fonte, en tablant sur le développement de la machine à vapeur de nouvelle génération.

## Un parcours de chimiste orienté vers le textile, les métaux et les céramiques
John Roebuck naquit à Sheffield, où son grand-père avait été député et où son père exploitait déjà une manufacture de vaisselle d'argenterie (couteaux et cuillères). Il suivit des études de médecine puis de chimie à Édimbourg, où il fréquenta les cours de William Cullen et Joseph Black, et assista aux conférences de la Lunar Society avant d'être finalement diplômé de l’université de Leyde, aux Pays-Bas, en 1742.
Passionné par les procédés d'élaboration des métaux, il inventa en 1746 un procédé qui permet d’obtenir du sulfate de fer, facile à conditionner en tonneau, à partir de vitriol natif. Le vitriol synthétique est formé à partir du lessivage de pyrites directement recueillies dans les mines, préalablement calcinées ou cuites dans une chaudière en plomb, ce qui forme des cristaux. Le sulfate de fer répond aux problèmes de blanchissement de textiles, comme le lin, très développé en Écosse, et de céramiques, un secteur alors en expansion. La production écossaise de lin était en particulier passée de 2 à 13 millions de yards entre 1728 et 1770, grâce à un réseau de banques très avancé pour cette époque en Europe.
Le sulfate de fer permet par ailleurs d'effectuer du placage au fer. Il fonde alors avec Samuel Garbett, en 1749 une usine à Prestonpans, en Écosse pour la production d'acide, qui bénéficie d'un monopole pour quelques années et leur permet de produire aussi des céramiques blanches ou noires, mais se fait ensuite concurrencer car ils n'ont pas déposé de brevet.

## L'innovation sidérurgiste encouragée par la Royal Navy
En 1759, il fonde une petite usine sidérurgique, la Carron Company, près de Falkirk, en association avec le marchand Samuel Garbett et l'armateur écossais William Caddell. Pour couler sa fonte, il décide de remplacer le charbon de bois par du coke, issu de la houille, dans une perspective de production à plus grande échelle.
Abraham Darby avait inventé cette méthode dès 1709, mais le coût d'extraction de la houille étant encore relativement élevé, il était resté concentré sur des pièces à parois minces, cassantes et fragiles, donc réservées à l'usage de produits domestiques de consommation courante (ustensiles, pots, bassines, taques de cheminée), dont la minceur permettait de limiter les coûts et de concurrencer les produits à base de céramique que vendait John Roebuck.
En 1750, seulement 5 % de la production de fonte est effectuée au coke, alors que le prix du charbon de bois a commencé à fortement augmenter, à partir de 1730. Ensuite, l'entreprise de John Roebuck a changé la donne : dès 1775, la proportion de fonte au coke passe 55 % et nécessite le recours à la machine à vapeur. 
En 1764, la société décroche un contrat pour fournir les forces armées britanniques, la Royal Navy souhaitant encourager cette innovation. Le sulfate de fer permet en particulier le placage au fer des canons et boulets de canon. Le succès de cette entreprise donne des idées à tous les propriétaires de terrains où se trouvent des gisements de coke. 
La Royal Navy retira à l'entreprise de John Roebuck le marché en 1773, neuf ans après les premières commandes, la qualité de la fonte pour les canons ne justifiant pas leur prix. Le gendre de Samuel Garbett, l'ingénieur chimiste Charles Gascoigne (1738 – 1806), développa alors un nouveau type de canon, appelée « carronade », de courte portée reposant sur une faible vitesse de départ des projectiles, moins chers, adoptée par la Royal Navy en 1779. Charles Gascoigne resta dans l'entreprise de John Roebuck jusqu'en 1786, l'année où il partit réorganiser la production de canons en Russie.
Ces nouveaux canons ont pour principal avantage de laisser plus d'espace libre entre les batteries, d'être plus facile à manœuvrer, d'être plus léger (une caronade de 36 livres pèse autant qu'un canon de 32 livres), de tirer plus vite et d'employer pour son service moins d'hommes que le canon long classique.

## La machine à vapeur, pour exploiter des gisements plus profonds
John Roebuck ne connaitra pas le rebond de son entreprise en 1779, car il doit affronter des difficultés dès 1775: son entreprise suivante eut moins de succès: le percement d'une mine de charbon sur les terres du duc d'Hamilton à Boroughstoness, où se trouvent aussi des gisements de produits salins, ce qui l'amène à résider à Kinneil, dans un vieux château français sur les bords du Firth of Forth.
Profonde, la mine essuie des ruissellements tels que la pompe à vapeur brevetée par Thomas Newcomen en 1712 ne suffit pas pour évacuer l'eau. Son ancien professeur Joseph Black parle alors à John Roebuck du projet de machine à vapeur développée par un autre de ses ex-étudiants, un jeune ambitieux du nom James Watt, qui permettrait d'extraire une plus grande quantité d'eau. Il propose de l'aider financièrement et industriellement en échange d'une participation représentant les deux-tiers du capital.
James Watt est d'abord aidé par Joseph Black puis, à partir de 1765, par John Roebuck, que lui a présenté Joseph Black. John Roebuck entretient une correspondance suivie avec Watt, qu'il invite à le visiter à Kinneil House. Watt lui rend la visite promise en mai 1768 et accepte de concéder les deux tiers du capital, obtenant en échange la fabrication des pièces de sa future machine et la reprise d'une dette de 1 200 sterling qu'il avait contractée envers Joseph Black.
Cependant, Watt doit gagner sa vie : en 1766, il ferme son atelier à l'université et ouvre un bureau d'ingénierie civile, qui va l'occuper jusqu'en 1774 et ne lui laisse que peu de temps pour son invention. Il n'honore pas la promesse faite de venir s'installer à Kinneil House pour accélérer les travaux.
Pendant ce temps, les difficultés de John Roebuck dans sa mine charbon s'aggravent, faute de machines adaptées, auxquelles s'ajoute la tentative ratée de créer une autre manufacture d'acide. Les difficultés sont telles qu'il y engloutit sa fortune et celle de sa femme. Il fait faillite en 1772, s'accroche, mais doit revendre sa participation dans l'entreprise en 1775, juste après le retour aux affaires de James Watt, à l'ingénieur Matthew Boulton, propriétaire des ateliers de fabrication Soho à Birmingham.
Le repreneur efface en échange la dette de 1200 sterling de l'entreprise de Roebuck et Watt auprès des banques, qui venait de la dette Watt auprès de Black, et qu'ils n'ont toujours pas remboursée. La machine à vapeur connaîtra un succès immense mais qui aurait pu être encore plus rapide sans les difficultés financières de John Roebuck dans sa mine de charbon en Écosse. Les procédés de blanchiment qu'il a rendu meilleur marché vont cependant doper les industries textiles et céramiques.

## Le développement de lafonteaucoke
Même si Abraham Darby l'a mise en place dès 1709, en 1750, seulement 5 % de la production de fonte était effectuée au coke, moins onéreux que le charbon de bois, dont le prix avait pourtant fortement augmenté. L'apport de John Roebuck à la Révolution industrielle est donc décisif. À partir de 1775, la proportion passe 55 % et en 1785 c'est 77 %, le recours à une matière première permettant un triplement de la production entre 1750 et 1790, qui nécessita le recours à la machine à vapeur. L'Angleterre avait pris un avantage déterminant car en 1789 la fonte au coke ne représentait que 2 % de la production de fonte en France, qui est pourtant deux fois plus élevée (130 000 tonnes) qu'en Angleterre (63 000 tonnes).
L'affinage devient ensuite un goulot d'étranglement à partir de 1770, s'y attaque mais la solution est trouvée en 1784 avec le brevet déposé par Henry Cort pour le puddlage. Le procédé ne fut vraiment au point qu'avec les améliorations apportées par Richard Crayshaw aux forges de Cyfarthfa.